# Podalonia hirticeps
Podalonia hirticeps là một loài côn trùng cánh màng trong họ Sphecidae, thuộc chi Podalonia. Loài này được Cameron miêu tả khoa học đầu tiên năm 1889.